# コンマニセンチ
コンマニセンチは、吉本興業東京本社（東京吉本）所属のお笑いコンビ。1998年結成、2017年3月解散。

## メンバー
- 竹永 よしたか（たけなが よしたか、本名および旧芸名：竹永 善隆〈読み同じ〉、1976年8月20日 - ） 広島県三原市出身、ボケ担当。A型。身長165cm。
- 堀内 貴司（ほりうち たかし、1979年4月5日 - ） 東京都北区赤羽出身、ツッコミ担当。A型。

## 略歴
東京NSC4期生の入学式で竹永が隣の席に座っていた堀内を誘いコンビ結成。「花の4期生」と言われた顔ぶれの中でNSC在学中「4期生のエース」と呼ばれていた。
卒業以降、不遇の時期が続いていたが2005年、TBSの深夜に放送していた『ゲンセキ』から10カラットのレギュラーに選ばれる。
2017年3月31日、公式YouTubeチャンネルにて同年1月5日のライブをもって解散していた事を発表した。公式YouTubeチャンネルは解散以降、竹永単独のチャンネルとして存続している。 
解散後、竹永は「ノーフューチャー竹永」の芸名で元メイデン玉砕の橋山メイデンとコンビ「こまく」を結成するも、同年5月27日で解散。その後「竹永よしたか」と改名し、ピン芸人、YouTuberとして活動中。 
堀内は「堀内馬鹿祭」（ほりうちばかまつり）と改名し、ピン芸人として、北区（スラム）赤羽住みます芸人としてトークライブ等地域活動をしている。

## ネタ
主にコント。「全力兄弟」というパイプイスごと倒れたり、突っ込んだりといった体を張った芸もあった。
これ以外に普通のコントも行っていた。

## 人物
竹永
- 成蹊大学文学部英米文学科卒業。
- 2006年時点で30歳とは思えない若さを誇っていた。お笑いポポロ2006年5月号掲載の芸人内アンケート「実年齢より若く見える人は?」で1位に輝いた。また、1996年第1回吉祥寺美少年コンテストで8位に入賞したこともある。
- プロ野球では千葉ロッテマリーンズのファン。

堀内
- 東京都立小石川工業高等学校建築科（現：東京都立総合工科高等学校建築・都市工学科）卒業。
- 身長153cmと小柄で、愛嬌のあるルックスを持つ。
- 同期であるPOISON GIRL BANDの吉田大吾と誕生日が1日違い。

## 出演

### テレビ
- 爆笑オンエアバトル（NHK総合）戦績1勝1敗 最高433KB
- ゲンセキ（TBS、2005年）
- 10カラット（TBS、2005年10月 - 2006年3月）レギュラー
- お笑いLIVE10!（TBS）
- インパクト!（フジテレビ）
- 笑いの金メダル（ABC）
- オールザッツ漫才（MBS）
- みちのくインパルス（秋田テレビ）
- ハロー!モーニング。（テレビ東京）
- クイズ$ミリオネア（フジテレビ）先輩芸人まちゃまちゃの応援として出演
- 嵐の宿題くん（日本テレビ、2007年5月28日）
- ジャイケルマクソン（MBS、2008年1月23日）
- くるくるミラクリング（GyaOジョッキー）
- お笑い登龍門 ガッハ（フジテレビ）
- エンタの天使（日本テレビ） キャッチコピーは「ベタとシュールなやんちゃくれ」
- エンタの神様（日本テレビ） キャッチコピーは「全力の微学」
- ゴールドラッシュ2006〜若き芸人たちが開くイロモネアの夜明け（TBS、2006年1月2日）

### 映画
- ナイン・ソウルズ（豊田利晃監督・脚本作品）（2003年）
- 青い春（松本大洋原作・豊田利晃監督作品）（2002年）
- サラネアおせっかい（タイのコメディ映画）（2012年）

### その他
- POINT〜点〜（品川庄司単独ライブDVD、2005年）
- 桃太郎電鉄2010 戦国・維新のヒーロー大集合!の巻（ハドソン、2009年）ファイト一発カード発動時の声担当